# Rex (manga)
Rex (REX 恐竜 物語?, REX: Kyōryū monogatari) è un manga del quartetto CLAMP, basato sull'omonimo romanzo di Masanori Hata. In Giappone è stato pubblicato nel 1993 a cura della Kadokawa Shoten, sulla rivista Asuka, mentre in Italia nel 2005 dalla Star Comics.
Le CLAMP non lo considerano come un lavoro proprio, probabilmente perché è l'adattamento di un romanzo, e non compare nella lista delle loro opere sul sito ufficiale.

## Trama
La giovane figlia di un paleontologo, Chie Tateno, trova in un luogo misterioso un uovo di dinosauro, che con le sue cure e quelle del padre, si schiuderà, rivelando un cucciolo di tirannosauro, soprannominato Rex.